# Polk, Pennsylvania
Polk är en kommun av typen borough i Venango County i Pennsylvania. Vid 2010 års folkräkning hade Polk 816 invånare.